# Iran ai Giochi della XVIII Olimpiade
L'Iran partecipò ai Giochi della XVIII Olimpiade, svoltisi a Tokyo dal 10 al 24 ottobre 1964, con una delegazione di 62 atleti impegnati in 11 discipline per un totale di 58 competizioni.
Fu la sesta partecipazione di questo paese ai Giochi estivi. Il bottino fu di due medaglie di bronzo, entrambe conquistate nella lotta libera.

## Medaglie
| Medaglia | Atleta                  | Sport        | Evento      |
| -------- | ----------------------- | ------------ | ----------- |
| Bronzo   | Sayed Ali Akbar Haydari | Lotta libera | Pesi mosca  |
| Bronzo   | Mohammad Ali Sanatkaran | Lotta libera | Pesi welter |